# Museum of Art Fort Lauderdale

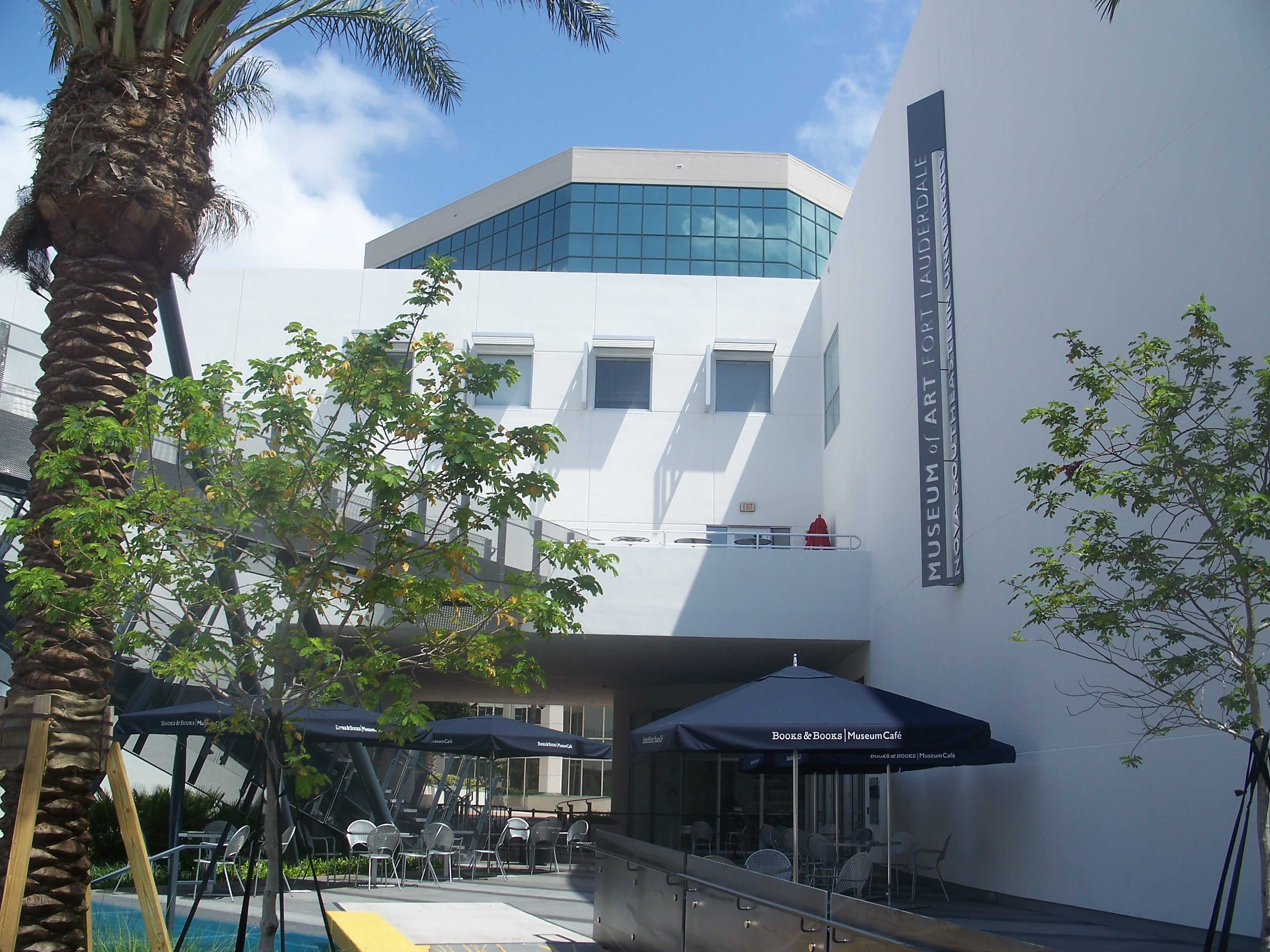
Das Museum of Art Fort Lauderdale

Das Museum of ArtFort Lauderdale, heute NSU Art Museum Fort Lauderdale, ist ein Kunstmuseum in der Stadt Fort Lauderdale im US-amerikanischen Bundesstaat Florida. Es gehört seit 2008 zur Nova Southeastern University.

## Geschichte
Das Museum wurde im Jahre 1958 als Fort Lauderdale Art Center eröffnet. 1986 bezog es ein vom Architekten Edward Larrabee Barnes geplantes modernes Gebäude mit etwa 7000 Quadratmetern Nutzfläche. 2001 kam ein neuer Flügel mit etwa 930 m² Fläche hinzu. Die Ausstellungen werden auf rund 2.000 m² und einer Terrasse von etwa 260 m² gezeigt.

## Glackens Wing
Der neu im Jahr 2001 eröffnete Flügel des Museums enthält die mit über 500 Exponaten größte Sammlung von Werken des amerikanischen realistischen Malers William Glackens.

## Museumspolitik
Die rund 6.200 Objekte umfassen unter anderem Keramiken von Pablo Picasso, zeitgenössische Kunst aus Kuba und die größte Sammlung von Arbeiten der Gruppe CoBrA in Nordamerika sowie die indianischen Kulturen des südlichen Floridas und der Karibik. Daneben konzentriert sich das Museum auf die Präsentation zeitgenössischer Kunst.

## Ausstellungen
- 2013: Bunny Yeager: Both Sides of the Camera.
- 2013: Wari: Pre-Inca Lords of Peru.
- 2014: Against the Grain: Wood in Contemporary Art, Craft and Design.